# Тункина, Ирина Владимировна
Ири́на Влади́мировна Ту́нкина (род. 10 октября 1960, Тбилиси, ГССР, СССР) — советский и российский историк, специалист в области истории науки и архивоведения. Доктор исторических наук (2003), член-корреспондент РАН (2019), член президиума СПбО РАН (c 2023). Одна из авторов Большой российской энциклопедии.

## Биография
Родилась 10 октября 1960 года в Тбилиси в семье инженеров: инженера-полковника Военно-воздушных сил Владимира Михайловича Тункина и Анны Васильевны Тункиной (урожд. Некрасовой). В 1983 году окончила исторический факультет Ленинградского государственного университета им. А. А. Жданова со специализацией по кафедре археологии. С 11 сентября 1978 года по настоящее время работает в Санкт-Петербургском филиале Архива РАН (до 1991 года — Ленинградское отделение Архива АН СССР). С 15 ноября 2001 года — директор СПФ АРАН.
В 1989 году защитила кандидатскую диссертацию «Становление классической археологии в России (XVIII — середина XIX вв.)»; в 2003 году в Санкт-Петербургском институте истории РАН защитила докторскую диссертацию по опубликованной монографии «Русская наука о классических древностях Юга России (XVIII — середина XIX вв.)».

## Научная деятельность
Председатель учёного совета СПФ АРАН и центральной экспертной комиссии СПбНЦ РАН по приёму документов на государственное хранение; член бюро архивного совета РАН, учёного совета Архива РАН, объединённого научного совета по общественным и гуманитарным наукам Санкт-Петербургского научного центра РАН; научного совета РАН по комплексной проблеме «История Российской академии наук».
Член докторских диссертационных советов Санкт-Петербургского института истории РАН, Музея антропологии и этнографии им. Петра Великого (Кунсткамеры) РАН, Института восточных рукописей РАН.
Член редколлегий журнала «Вестник древней истории» (с 2020), сборника «Вспомогательные исторические дисциплины», научных книжных серий «Научное наследство» (РАН, Москва), «Источники по истории Сибири и Аляски из российских архивов» (Галле, Санкт-Петербург, Новосибирск), «Кунсткамера-Архив» (МАЭ РАН), «Ad fontes: Материалы и исследования по истории науки» (СПФ АРАН), «Труды лаборатории консервации и реставрации документов» (СПФ АРАН), «Словарь языка М. В. Ломоносова» (Санкт-Петербург); а также «Учёных записок» (серия «Исторические науки») КФУ им. В. И. Вернадского (г. Симферополь).
Член научных обществ: Международное общество Г. В. Стеллера (г. Галле (ФРГ), Международный Центр изучения истории идей Ягеллонского университета (г. Краков (Польша), Одесское археологическое общество (Украина).
Автор более 250 опубликованных работ, изданных в России и за рубежом. Участник ряда международных конгрессов, конференций, съездов и симпозиумов в России и за рубежом.
Указом Президента РФ от 26 декабря 2000 года в составе авторского коллектива удостоена звания лауреата Государственной премии РФ 2000 года в области науки и техники за книгу «Скифский роман» (М., 1997).
В 2015 году Академия надписей и изящной словесности (Институт Франции) присудила И. В. Тункиной премию имени Жана Рейно за совокупность научных трудов. Премия присуждается раз в пять лет за наиболее заметную работу, отмеченную «оригинальностью, возвышенностью и новизной».

## Исследовательская и публикаторская деятельность
Фундаментальные труды И. В. Тункиной посвящены истории гуманитарной науки и охватывают весь цикл историко-филологических дисциплин: антиковедение, византинистику, медиевистику, археологию, историю искусств и вспомогательные исторические дисциплины — эпиграфику и нумизматику.
Монументальный труд «Русская наука о классических древностях Юга России (XVIII — середины XIX вв.» (СПб., 2002) обобщает результаты многолетней работы над корпусом документальных материалов по истории российского антиковедения и археологии Северного Причерноморья за 150 лет и является энциклопедией российской науки об античности.
И. В. Тункиной возвращены в науку имена многих ученых, работавших в разных областях знания: ботаника Ф. К. Маршала фон Биберштейна, академиков Е. Е. Кёлера и П. И. Кёппена, чл.-корр. Берлинской АН И. П. Бларамберга, чл.-корр. Парижской Академии надписей И. А. Стемпковского и др. В научный оборот введены неизданные труды и эпистолярное наследие историков — членов Академии наук эпохи «золотого века» русской историко-филологической науки, таких как академики Н. П. Кондаков, В. В. Латышев, В. П. Бузескул, М. И. Ростовцев, С. А. Жебелёв. И. В. Тункиной опубликованы мемуары Б. В. Варнеке и исследования к биографии И. М. Тронского и С. Ф. Ольденбурга. В 2010 году под её редакцией вышло в свет двухтомное «Собрание сочинений» одного из первых исследователей древностей Боспорского царства француза Поля Дюбрюкса, относящееся к самой высокой категории сложности научных изданий и получившее в 2011 году почётный диплом ежегодной премии Ассоциации книгоиздателей России и Российской библиотечной ассоциации «Лучшие книги года».
Исследования И. В. Тункиной по институциональной истории Российской академии наук посвящены истории ряда академических учреждений (Архива АН, Главной астрономической обсерватории в Пулкове, комиссии «Русская наука»), вопросам финансирования АН в первые полтора века её истории (1724—1874), жизни и деятельности первого президента Императорской АН лейб-медика Петра I Л. Л. Блюментроста, печально известному «делу академика С. А. Жебелёва» (1928—1929).

## Научные труды
Исследования
- Скифский роман / РАН; Институт всеобщей истории РАН; Центр сравнительного изучения древних цивилизаций; Институт востоковедения РАН; Санкт-Петербургский Архив РАН; Государственный Эрмитаж / Под общ. ред. акад. РАН Г. М. Бонгард-Левина. М.: РОССПЭН, 1997. — 623 с.
- В. В. Латышев: Жизнь и учёные труды (по материалам рукописного наследия) // Рукописное наследие русских византинистов в архивах Санкт-Петербурга / СПбФ Института российской истории РАН; Санкт-Петербургский филиал Архива РАН; Под ред. чл.-корр. РАН И. П. Медведева. СПб.: Изд-во «Дмитрий Буланин», 1999. С. 172—288.
- Русская наука о классических древностях юга России (XVIII — середина XIX вв.) / РАН, Санкт-Петербургский филиал Архива. СПб.: Наука, 2002. — 676 с., 156 ил.
- Парфянский выстрел / РАН; Институт всеобщей истории РАН; Центр сравнительного изучения древних цивилизаций; Институт востоковедения РАН; Институт археологии РАН; Государственный Эрмитаж / Под общ. ред. акад. РАН Г. М. Бонгард-Левина и Ю. Н. Литвиненко. М.: РОССПЭН, 2003. — 760 с.
- Открытие Феодосии: Страницы археологического изучения юго-восточного Крыма и начальные этапы истории Феодосийского музея древностей, 1771—1871 // Российская академия наук; Санкт-Петербургский филиал Архива РАН. Киев: Болеро, 2011. — 240 c., 260 илл.
- История изучения // Античное наследие Кубани / ОИФН РАН, ИВИ РАН, Ин-т археологии РАН; Отв. ред. акад. Г. М. Бонгард-Левин, В. Д. Кузнецов. М.: Наука, 2010. Т. 1. С. 23-128.
- «Открытие» прошлого // Всемирная история / Ин-т всеобщей истории РАН; Гл. ред. акад. А. О. Чубарьян. М.: Наука, 2013. Т. 4: Мир в XVIII веке / Отв. ред. тома д.и.н. С. Я. Карп. C. 233—255.

Публикации
- Ростовцев М. И. Избранные публицистические статьи. 1906—1923 годы / РАН; Санкт-Петербургский филиал Архива РАН; Подгот. текста, предисл., коммент. и биогр. словарь И. В. Тункиной. М.: Российская политическая энциклопедия (РОССПЭН), 2002. — 192 с.
- Варнеке Б. В. Материалы для биографии Н. П. Кондакова / Публ., предисл., коммент. И. В. Тункиной // Диаспора: Новые материалы. Париж; СПб.: Athenaeum-Феникс, 2002. Вып. 4. С. 72-152.
- Бузескул В. П. Всеобщая история и её представители в России в XIX и начале XX вв. / РАН; Санкт-Петербургский филиал Архива РАН; Составл., вступит. ст., подгот. текста, коммент. и биограф. словарь-указатель И. В. Тункиной. М.: Индрик, 2008. — 831 с.
- Дюбрюкс П. Собрание сочинений: в 2 т. / Сост. и отв. ред.: И. В. Тункина; подгот. текстов И. В. Тункина и Н. Л. Сухачёв; пер. с фр. яз. Н. Л. Сухачев; РАН, СПФ Архива РАН, Институт истории материальной культуры РАН. Du Brux P. Œuvres / Archives de l’Académie des Sciences de Russie, Filiale de Saint-Pétersbourg; Institut d’histoire de la culture matérielle de l’Académie des Sciences de Russie; Compilation et rédaction I. V. Tunkina; Préparation des textes I. V. Tunkina et N. L. Sukhachev; Traduction du français N. L. Sukhachev. 2 vols. СПб.: Изд-во «Коло», 2010. Т. I. Тексты. — 728 с.; T. II: Иллюстрации. — 312 с. / Saint-Pétersbourg Editions Kolo, 2010. Т. I: Textes. — 728 p.; T. II: Illustrations. — 312 p.
- Модзалевский Л. Б.М. В. Ломоносов и его литературные отношения в Академии наук (Из истории русской литературы и просвещения середины XVIII в.) / СПФ АРАН; Сост. и отв. ред. И. В. Тункина. СПб.: Нестор-история, 2011. С. 4-12 (Ad fontes. Материалы и исследования по истории науки. Вып. 1).
- Иконников В. С. Опыт русской историографии. Т. 2. Кн. 3: Мемуары и переписка русских людей, известия иностранцев о России / РАН, Санкт-Петербургский филиал Архива; НАНУ, Ин-т украинской археографии и источниковедения им. Н. С. Грушевского; отв. ред. И. В. Тункина. СПб.: Наука, 2013. (Памятники отечественной науки. XX век).
- Русское археологическое общество : [арх. 14 октября 2022] / Тункина И. В. // Румыния — Сен-Жан-де-Люз [Электронный ресурс]. — 2015. — С. 77. — (Большая российская энциклопедия : [в 35 т.] / гл. ред. Ю. С. Осипов ; 2004—2017, т. 29). — ISBN 978-5-85270-366-8.

Архивоведение и история архивов
- Archives of Russia: A Directory and Bibliographic Guide to Holdings in Moscow and St. Petersburg. English-language Edition / Ed. Patricia Kennedy Grimsted. Comp. Patricia Kennedy Grimsted, Lada Vladimirovna Repulo, and Irina Vladimirovna Tunkina. With an Introduction by Vladimir Petrovich Kozlov. English-language edition. Armonc, New York: M. E. Sharpe, 2000. Vol. 1: CX, 666 p.; Vol. 2: XXI, P. 667—1490 (веб-сайт на основе опубликованных справочников)
- Архивы России: Москва и Санкт-Петербург. Справочник-обозрение и библиографический указатель. Русское издание / Росархив; Гос. публичная историческая биб-ка РФ; Санкт-Петербургский филиал Архива РАН; Историко-архивный ин-т РГГУ; Гл. ред. В. П. Козлов, П. К. Гримстед; Сост. П. К. Гримстед, Л. В. Репуло (отв. сост.), И. В. Тункина. М.: Археографический центр, 1997. 1070 с.
- Фонды и коллекции Санкт-Петербургского филиала Архива Российской Академии наук: Краткий справочник / СПбНЦ РАН, Санкт-Петербургский филиал Архива РАН. Отв. ред. И. В. Тункина, сост. Н. В. Крапошина, И. В. Тункина, А. В. Шурухина и др. СПб.: Изд-во СПбИИ РАН «Нестор-история», 2004. — 376.